# Songs of Anarchy: Music from Sons of Anarchy Seasons 1-4
Songs of Anarchy: Music from Sons of Anarchy Season 1-4 è un album del 2011 contenente i brani utilizzati come sottofondi musicali nella serie televisiva Sons of Anarchy nelle prime quattro stagioni.

## Tracce
1. This Life, cantata e suonata da Curtis Stigers e The Forest Rangers
2. Son of a Preacher Man, cantata e suonata da Katey Sagal e The Forest Rangers
3. Forever Young, cantata e suonata da Audra Mae e The Forest Rangers
4. John The Revelator, cantata e suonata da Curtis Stigers e The Forest Rangers
5. Fortunate Son, cantata e suonata da Lyle Workman e The Forest Rangers
6. Slip Kid, cantata e suonata da Anvil e Franky Perez
7. Girl from the North Country, cantata e suonata dai Lions
8. Someday Never Comes, cantata e suonata da Billy Valentine e The Forest Rangers
9. Gimme Shelter, cantata e suonata da Paul Brady e The Forest Rangers
10. Bird on the Wire, cantata e suonata da Katey Sagal e The Forest Rangers
11. Hey Hey, My My, cantata e suonata dai Battleme
12. What a Wonderful World, cantata e suonata da Alison Mosshart e The Forest Rangers
13. The Times They Are a-Changin', cantata e suonata da Franky Perez e Los Guardianes del Bosque
14. Strange Fruit, cantata e suonata da Katey Sagal, The Forest Rangers e Blake Mills
15. The House of the Rising Sun, cantata e suonata da Battleme, Katey Sagal e The Forest Rangers
16. The House of the Rising Sun, cantata e suonata da The White Buffalo e The Forest Rangers